# Casa paterna del Buonriposo
In Via di Corbignano 4, si trova la Villa Buonriposo, la casa paterna di Giovanni Boccaccio, essa è una dimora storica situata a Corbignano, frazione di Firenze.

## Storia
La villa, che si affaccia lungo la strada, sorge sui terreni di proprietà di Boccaccino di  Chellino, mercante fiorentino e padre del poeta Giovanni Boccaccio.
Ai primi decenni del Quattrocento è citata come "casa da signore, come possedimento dei Del Rimba; successivamente la villa passò a varie famiglie: agli Zati (1472), poi ai Bettoni (1570), ai Benedetti (1588) e infine ai Berti (1618). 
Oggi la villa si presenta come un agglomerato di vari edifici, privi di un disegno architettonico unitario e di notevoli particolari.
Sul muro esterno della villa è conservata una  Madonna col Bambino, copia da un originale di Andrea Della Robbia.